# Samtgemeinde Nordkehdingen
La comunità amministrativa di Nordkehdingen (Samtgemeinde Nordkehdingen) si trova nel circondario di Stade nella Bassa Sassonia, in Germania.

## Suddivisione
Comprende 5 comuni:
1. Balje
2. Freiburg/Elbe (comune mercato)
3. Krummendeich
4. Oederquart
5. Wischhafen

Il capoluogo è Freiburg/Elbe.